# Kulturhaus Lüdenscheid
Das Kulturhaus ist ein Veranstaltungsort in Lüdenscheid. Es befindet sich im südlichen Teil der Innenstadt von Lüdenscheid, unweit von der Einkaufszone Wilhelmstraße und dem Rathaus entfernt. Die Leitung wurde im Juli 2024 dem Schauspieler Dirk Lattemann übertragen.

## Architektur
Das Gebäude wurde 1981 bei einem Budget von 30 Millionen DM fertiggestellt. Die Architekten waren die Planungsgruppe Gutbrod, Billing, Peters, Ruff aus Stuttgart. Vorbild für die Innen- sowie die Fassadengestaltung ist die Philharmonie Berlin. Der große Theatersaal fasst eine Bestuhlung mit 519 Plätzen, maximal 672 Plätzen, und verfügt über einen Orchestergraben sowie an Weinbergterrassen erinnernde Zuschauerränge. Das Gebäude wurde mit dem Architekturpreis Beton 1983 ausgezeichnet.

## Umbaumaßnahmen
Aus einem Bericht der Lüdenscheider Nachrichten vom 17. April 2013 wurde bekannt, dass knapp 100.000 Euro in Maßnahmen im Kulturhaus fließen sollen. Lt. der Stadtverwaltung von Lüdenscheid sollen im Kulturhaus die Brandmeldeanlage erweitert, die Rettungswegeleuchten ausgetauscht und ein Galeriezug erneuert werden.

## Spielplan
Im Rahmen des Spielplanes bietet das Kulturhaus Opern, Operetten, Musicals, Ballett, Schauspiel, Konzerte und ein breites Kleinkunstprogramm.